# ماری لیندگرن
ماری لیندگرن (انگلیسی: Marie Lindgren؛ زادهٔ ۲۶ مارس ۱۹۷۰) از برندگان مدال‌های بازی‌های المپیک  اهل سوئد است.